# جورج جي
جورج جي (بالإنجليزية: George Gee)‏ هو لاعب هوكي الجليد أمريكي، ولد في 28 يونيو 1922 في ستراتفورد في كندا، وتوفي في 14 يناير 1972 في ميشيغان في الولايات المتحدة.

## وصلات خارجية
- جورج جي على موقع دوري الهوكي الوطني (الإنجليزية)
- جورج جي على موقع EliteProspects.com (الإنجليزية)
- جورج جي على موقع HockeyDB.com (الإنجليزية)
- جورج جي على موقع Hockey-Reference.com (الإنجليزية)